# Acrocercops clytosema
Acrocercops clytosema är en fjärilsart som beskrevs av Edward Meyrick 1920. Acrocercops clytosema ingår i släktet Acrocercops och familjen styltmalar. Inga underarter finns listade i Catalogue of Life.